# 粟屋利江
粟屋 利江（あわや としえ、1957年5月 - ）は、日本の歴史学者。東京外国語大学名誉教授。専門は、南アジア近代史。

## 略歴
- 1981年3月　東京大学教養学部教養学科卒業
- 1984年3月　東京大学大学院人文科学研究科修士課程修了
- 1989年3月　同博士課程単位取得退学
- 1990年4月　東京大学文学部 助手
- 1998年4月　東京外国語大学外国語学部 助教授
- 2005年4月　同 教授
- 2009年4月　東京外国語大学総合国際学研究院 教授（言語文化部門・文化研究系、大学院重点化により所属変更）
- 2023年3月　東京外国語大学を定年退職、名誉教授

## 単著
- 『イギリス支配とインド社会』（山川出版社） 1998

## 翻訳
- 『インド王宮の日々 - マハーラーニの回想』（ガーヤトリー・デヴィー, サンタ・ラーマ・ラーウ、リブロポート） 1988
- 『新しいインド近代史 - 下からの歴史の試み』1 - 2（スミット・サルカール、研文出版） 1993
- 『近代インドの歴史』（ビパン・チャンドラ、山川出版社） 2001
- 『議論好きなインド人 - 対話と異端の歴史が紡ぐ多文化世界』（アマルティア・セン、明石書店） 2008
- 『エドワード・サイード - 対話は続く』（ホミ・K・バーバ, W・J・T・ミッチェル編、上村忠男, 八木久美子共訳、みすず書房） 2009 - エドワード・サイードについての追悼文集

## 論文
- 「インドにおける歴史教科書論争をめぐって」（『歴史と地理』 2004年5月 1 - 16頁）
- 「カースト秩序とジェンダー - 承諾年齢法(1891年)をめぐって」（網野善彦他編、『岩波講座 天皇と王権を考える 第7巻 ジェンダーと差別』、岩波書店 2002年 197 - 226頁）